# Черниев (Ивано-Франковская область)
Черни́ев (укр. Черніїв) — село в Ивано-Франковской городской общине Ивано-Франковского района Ивано-Франковской области Украины.
Население по переписи 2001 года составляло 3972 человека. Занимает площадь 23,35 км². Почтовый индекс — 77460. Телефонный код — 03436.

## Известные жители и уроженцы
- Абгарович, Каетан (1856—1909) — польский писатель армянского происхождения.